# Campdevànol

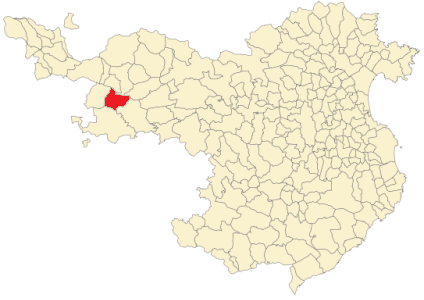
Situació del terme municipal de Campdevànol respecte a les Terres de Girona

Campdevànol és un municipi de Catalunya situat a la comarca del Ripollès. També està situada al nord-oest de la regió de l'Alt Ter.

## Festes i tradicions

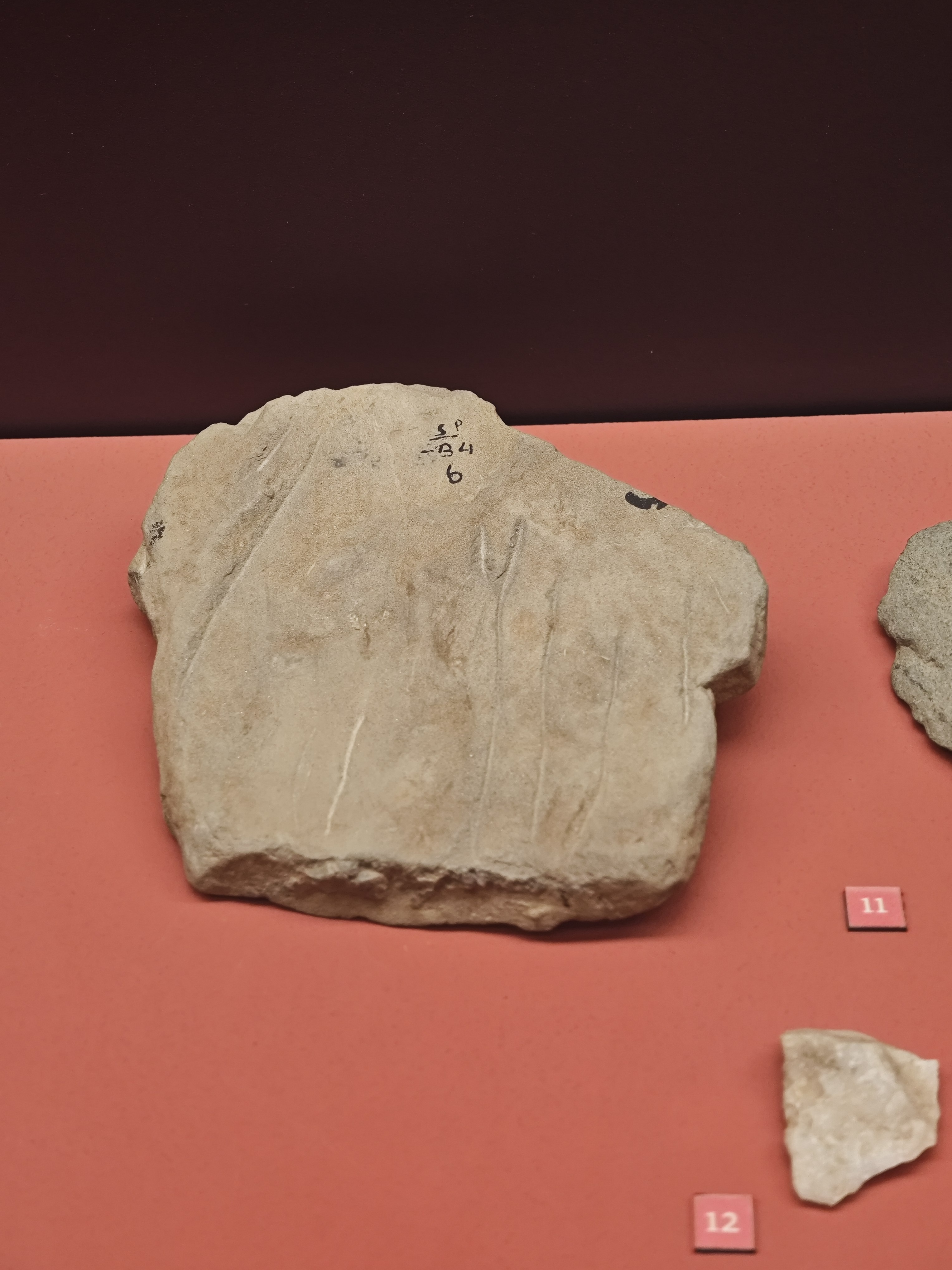
MAC - Plaqueta Sorrenca amb incisions (12) i Ascle de sílex (13) de l'Epipaleolític trobats a Sota Palou (Campdevànol)

Campdevànol és un poble de tradicions i festes arrelades, que també té noves tradicions. Entre l'oferta d'activitats que podem trobar durant l'any, n'hi algunes de promogudes i organitzades pel Patronat de Cultura i d'altres promogudes per les mateixes entitats o associacions del poble; hi ha grans festes de tradició històrica per a la vila que gaudeixen d'especial interès i estimació per part de la població, com ara la Festa dels Elois, la Festa de Sant Joan, les Caramelles de Setmana Santa, el Pessebre Vivent, la Festa de l'1 de maig, diada de la Pubilla de la sardana, la Festa Major i el ball de La Gala (que es balla dins d'aquesta festa). D'altra banda, el poble està obert a la introducció de noves festes i tradicions que es van convertint en tradició amb el pas del temps, com el Certamen Literari, la Calçotada Popular... Campdevànol, doncs, tot i tenir una aparença tranquil·la, demostra així la seva vitalitat sent un poble amb constant moviment popular.

## Etimologia
El nom de "Campdevànol" prové de l'entrada dels vàndals a la península, probablement hi establiren un campament a la seva arribada des de l'est del continent europeu durant el segle iv dC.
El lloc de Campdevànol s'esmenta en l'acte de consagració de Sant Pere de Ripoll, de l'any 890, amb el nom de "Campo Davandali", i continua apareixen sota diferents topònims, així, lany 919 "Villa Davandali", el 979  "Villa Campo de Vanali", el 1018 "Campo Avandali", el 1075 "Campi de Avanal", el 1117 "Campo Vandali", etc. Tots ells resultat, sembla, de la derivació de l'antropònim d'un primer terratinent del lloc, anomenat Avàndal o Avànal. A les antigues llistes de parròquies del bisbat de Vic dels segles XI i XII, surt sempre esmentat com a "Camp d'avana".

## Geografia
- Llista de topònims de Campdevànol (Orografia: muntanyes, serres, collades, indrets..; hidrografia: rius, fonts...; edificis: cases, masies, esglésies, etc).

| Entitat de població         | Habitants (2024) |
| Campdevànol                 | 2.988            |
| la Creu                     | 93               |
| Sant Martí d'Armàncies      | 80               |
| Sant Llorenç de Campdevànol | 63               |
| Sant Quintí de Puig-rodon   | 12               |
| Sant Pere d'Aüira           | 9                |
| Sant Cristòfol              | 5                |
| l'Herand                    | 0                |
| Font: Idescat               |                  |

## Demografia
| 1497 | 1515 | 1553 | 1787  | 1887 | 1900  | 1920  | 1950  | 1970  | 2010  | 2024  |
| 25   | 16   | 23   | 1.204 | 995  | 1.318 | 2.097 | 2.167 | 3.716 | 3.499 | 3.262 |

## Llocs d'interès

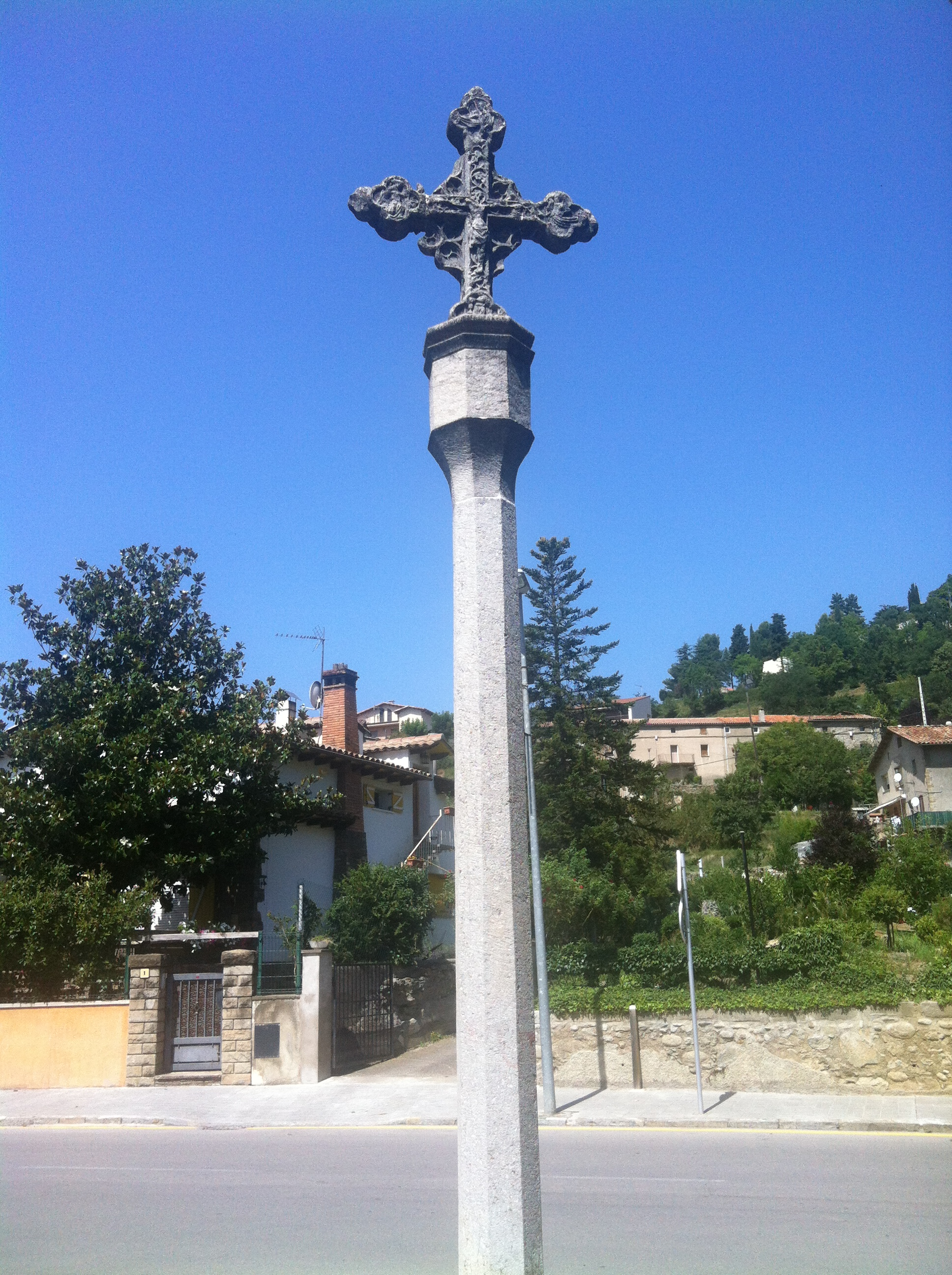
Creu de Terme de Campdevànol

- Pinacoteca Coll Bardolet, anteriorment gestionada per la fundació de Caixa Girona, que ha passat a formar part de l'obra social de La Caixa.[3]